# Axelsonia sarahae
Axelsonia sarahae är en urinsektsart som beskrevs av Christiansen och Bellinger 1992. Axelsonia sarahae ingår i släktet Axelsonia och familjen Isotomidae. Inga underarter finns listade.